# El Súchil, Guerrero
El Súchil är en ort i Mexiko.   Den ligger i kommunen Técpan de Galeana och delstaten Guerrero, i den södra delen av landet, 290 km sydväst om huvudstaden Mexico City. El Súchil ligger 43 meter över havet och antalet invånare är 6 962.
Terrängen runt El Súchil är kuperad åt nordost, men åt sydväst är den platt. Runt El Súchil är det ganska glesbefolkat, med 22 invånare per kvadratkilometer. Närmaste större samhälle är Tecpan de Galeana, 1,2 km sydost om El Súchil. Omgivningarna runt El Súchil är en mosaik av jordbruksmark och naturlig växtlighet.